# Patrizia Milani
Patrizia Milani (Pavia, 1951) è un'attrice italiana.

## Biografia
Diplomata con il primo premio all'Accademia dei Filodrammatici di Milano nel 1973, ha debuttato ne L'avaro di Molière, per la regia di Orazio Costa accanto a Ernesto Calindri. Si laurea poi all'Università di Pavia con una tesi sul Fuoco di D'Annunzio, i relatori sono Dante Isella e Franco Gavazzeni. Attrice sensibile e versatile inizia rapidamente ad affrontare personaggi complessi. Nel 1974 è Annabella in Peccato che sia una sgualdrina di John Ford all'Olimpico di Vicenza per la regia di Roberto Guicciardini e Ofelia nell'Amleto con Pino Micol e la regia di Maurizio Scaparro. Nelle due stagioni successive affronta con Giulio Bosetti la figliastra dei Sei personaggi in cerca d'autore e Lisa nel Pigmalione (Shaw) di George Bernard Shaw. Dal 1982 al 1985 ha lavorato al Teatro Stabile di Palermo con Pietro Carriglio. Nel 1988 l'incontro con Marco Bernardi, direttore del Teatro Stabile di Bolzano, con cui inizia una lunga collaborazione.
Per le sue interpretazioni ha ricevuto svariati riconoscimenti: “Premio Mediterraneo” (1989), “Veretium” (1993), “Fondi-La Pastora” (1993), “Premio della critica italiana” (1995), il  "Premio Hystrio” all'Interpretazione (2006), “Flaiano” (2011).
Ha preso parte a sceneggiati e commedie televisive e ha condotto un programma culturale per Rai 1. Ha collaborato con la Televisione Svizzera Italiana come protagonista di commedie goldoniane e di sceneggiati polizieschi.

## Teatrografia parziale
- Peccato che sia una sgualdrina, di John Ford, regia di Roberto Guicciardini (1974)
- Amleto, di William Shakespeare, regia di Maurizio Scaparro (1975)
- Il passatore, di Massimo Dursi, regia di Maurizio Scaparro (1975)
- Il feudatario, di Carlo Goldoni, regia di Maurizio Scaparro (1976)
- Sei personaggi in cerca d'autore, di Luigi Pirandello, regia di Giulio Bosetti (1976)
- Pigmalione, di George Bernard Shaw, regia di Giulio Bosetti (1977)
- Tamburi nella notte, di Bertold Brecht, regia di Roberto Guicciardini (1979-1980)
- Il mercante di Venezia, di William Shakespeare, regia di Pietro Carriglio (1982)
- La tempesta, di William Shakespeare, regia di Pietro Carriglio (1983)
- Finale di partita, di Samuel Beckett, regia di Pietro Carriglio (1983)
- La signorina Giulia, di August Strindberg, regia di Roberto Guicciardini (1984)
- La locandiera, di Carlo Goldoni, regia di Pietro Carriglio (1985)
- Non si può mai dire, di George Bernard Shaw, regia di Lamberto Puggelli (1986)
- La fiaccola sotto il moggio, di Gabriele D'Annunzio, regia di Piero Maccarinelli (1987)
- Il barbiere di Siviglia, di Pierre de Beaumarchais, regia di Marco Bernardi (1988)
- Anni di piombo, di Margarethe von Trotta, regia di Marco Bernardi (1989)
- La rigenerazione, di Italo Svevo, regia di Marco Bernardi (1990)
- Libertà a Brema, di Rainer Werner Fassbinder, regia di Marco Bernardi (1991)
- Il maggiore Barbara, di George Bernhard Shaw, regia di Marco Bernardi (1992)
- La locandiera, di Carlo Goldoni, regia di Marco Bernardi (1993)
- Edda Gabler, di Henrik Ibsen, regia di Marco Bernardi (1994)
- Ma non è una cosa seria, di Luigi Pirandello, regia di Marco Bernardi (1995)
- Medea, di Euripide, regia di Marco Bernardi (1996)
- Coppia aperta quasi spalancata, di Dario Fo e Franca Rame, regia di Marco Bernardi (1998)
- L'Arialda, di Giovanni Testori, regia di Marco Bernardi (1999)
- Il giardino dei ciliegi, di Anton Čechov, regia di Marco Bernardi (2000)
- Una giornata particolare, di Ettore Scola, regia di Marco Bernardi (2001)
- La brigata dei cacciatori,  di Thomas Bernhard, regia di Marco Bernardi (2002)
- La pulce nell'orecchio, di Georges Feydeau, regia di Marco Bernardi (2003)
- La vedova scaltra, di Carlo Goldoni, regia di Marco Bernardi (2004)
- Gassosa e Musica a richiesta, regia di Cristina Pezzoli (2005)
- Danza di morte, di August Strindberg, regia di Marco Bernardi (2006)
- Il teatro comico, di Carlo Goldoni, regia di Marco Bernardi (2007)
- Il gabbiano, di Anton Cechov, regia di Marco Bernardi (2008)
- La professione della signora Warren, di George Bernard Shaw, regia di Marco Bernardi (2009)
- Il malato immaginario, di Molière, regia di Marco Bernardi (2010)
- Spettri, di Henrik Ibsen, regia di Cristina Pezzoli (2011)
- Precarie età, di Maurizio Donadoni, regia di Cristina Pezzoli (2011)
- Le troiane, di Euripide, regia di Marco Bernardi (2012)
- La brocca rotta, di Heinrich von Kleist, regia di Marco Bernardi (2013)
- La vita che ti diedi, di Luigi Pirandello, regia di Marco Bernardi (2014)

## Filmografia parziale

### Cinema
- L'Italia in pigiama, regia di Guido Guerrasio (1977)

### Televisione
- Il malinteso, regia di Bruno Rasia - film TV (1983)

## Premi e riconoscimenti
- Premio Flaiano sezione teatro[3]
  - 2011 - Premio all'interpretazione per Precarie età di Maurizio Donadoni